# Степок (Сумський район)
Степо́к — село в Україні, у Краснопільській селищній громаді Сумського району Сумської області. Населення становить 0 осіб (2024). До 2020 орган місцевого самоврядування — Покровська сільська рада.

## Географія
Село Степок розташоване біля витоків річки Ситна, нижче за течією на відстані 4 км розташоване село Репя'хівка (Бєлгородська область). На північному заході від села бере початок річка Грязний.
Село межує з кордоном Росією.

## Історія
- Село постраждало внаслідок геноциду українського народу, проведеного урядом СССР 1932—1933 та 1946–1947 роках.
- 12 червня 2020 року, відповідно до розпорядження Кабінету Міністрів України № 723-р «Про визначення адміністративних центрів та затвердження територій територіальних громад Сумської області», село увійшло до складу Краснопільської селищної громади[2].
- 19 липня 2020 року, в результаті адміністративно-територіальної реформи та ліквідації Краснопільського району, увійшло до складу новоутвореного Сумського району[3].

#### Російське вторгнення в Україну (з 2022)
- У січні 2024 року через російський обстріл села загинув останній його мешканець – 60-річний Олександр Миколайович[4].
- 19 березня 2024 року село двічі потрапило під обстріл російського агресора. Обстріли велися зі ствольної артилерії, мінометів 120 і 82 мм, танків[5].
- 14 липня 2024 року село обстріляли російські агресори. Зафіксовано 6 вибухів, ймовірно скид ВОГ з БПЛа[6].
- 16 липня 2024 року російські війська обстріляли село. Зафіксовано 1 вибух, ймовірно скид ВОГ з БПЛа[7].
- 28 липня 2024 року село знову обстріляли російські агресори. Зафіксовано 3 вибухи, ймовірно ФПВ-дрон[8].
- 1 серпня 2024 року село знову обстріляв російський агресор. Зафіксовано 2 вибухи, ймовірно ФПВ-дрон[9].
- 14 серпня 2024 року оперативне командування “Північ” повідомило, що російський агресор обстріляв Сумську область. В селі зафіксовано 8 вибухи, ймовірно ствольна артилерія 152 мм[10].

## Економіка
- Молочно-товарна ферма.